# Robert Sens
Robert Sens (* 29. Oktober 1977 in Schwerin) ist ein ehemaliger deutscher Ruderer und heutiger Rudertrainer. Ab 2020 war er Nationaltrainer beim Österreichischen Ruderverband. Seit Januar 2025 ist er Vorstand Leistungssport beim Deutschen Ruderverband.

## Karriere
Sens gewann 1997 als Mitglied des Deutschland-Achters zwei Weltcups, belegte aber mit dem deutschen Achter nur den fünften Platz bei den Ruder-Weltmeisterschaften 1997. 1998 wechselte er in den Zweier ohne Steuermann; hier gewann er mit Detlef Kirchhoff zwei Weltcuprennen und belegte beim Weltcupfinale in Luzern den zweiten Platz hinter den Australiern Mike McKay und Drew Ginn. Bei den Ruder-Weltmeisterschaften 1998 siegten die Deutschen vor den Australiern. Im Jahr darauf belegten Sens und Kirchhoff den sechsten Platz bei den Ruder-Weltmeisterschaften 1999. 2000 erreichten Sens und Kirchhoff bei den Olympischen Spielen 2000 den neunten Platz, nachdem sie zuvor ihren zweiten deutschen Meistertitel nach 1998 errudert hatten.
Robert Sens wechselte danach vom Riemenrudern zum Skullrudern. 2002 gewann er zusammen mit René Bertram, Stephan Volkert und Marco Geisler den Weltmeistertitel im Doppelvierer. Im Jahr darauf konnten André Willms, Volkert, Geisler und Sens den Titel verteidigen. Bei den Olympischen Spielen 2004 belegten Willms, Volkert, Geisler und Sens den fünften Platz.
Nachdem René Bertram, Karsten Brodowski, Marco Geisler und Robert Sens bei den Ruder-Weltmeisterschaften 2005 im Doppelvierer nur den sechsten Platz belegt hatten, wechselten Bertram und Sens 2006 in den Doppelzweier; bei den Ruder-Weltmeisterschaften 2006 erreichten die beiden aber nur das B-Finale und belegten den siebten Platz in der Gesamtwertung. Seine letzte internationale Medaille gewann Robert Sens bei den Ruder-Weltmeisterschaften 2007 im Doppelvierer, als er zusammen mit René Bertram, Karsten Brodowski und Hans Gruhne die Bronzemedaille erkämpfte.
Der Zweimetermann Robert Sens ruderte in seiner Karriere für den Berliner Ruder-Club, für den Ruderclub am Lech Kaufering und für den Münchner Ruderclub.
Ab Ende 2008 arbeitete Sens als Landestrainer für Rheinland-Pfalz und hatte sein Büro am Bundesnachwuchsstützpunkt Mainz beim Mainzer Ruder-Verein von 1878. Anfang April 2020 wurde er vom Österreichischen Ruderverband als neuer Nationaltrainer vorgestellt.
Am 25. November 2024 gab der Deutsche Ruderverband bekannt, dass Robert Sens zum 1. Januar 2025 den Posten des Vorstand Sport antritt.